# Saint-Pierre-Montlimart
 (juin 2013).
Si vous disposez d'ouvrages ou d'articles de référence ou si vous connaissez des sites web de qualité traitant du thème abordé ici, merci de compléter l'article en donnant les références utiles à sa vérifiabilité et en les liant à la section « Notes et références ».
Saint-Pierre-Montlimart est une ancienne commune française située dans le département de Maine-et-Loire, en région Pays de la Loire, devenue le 15 décembre 2015 une commune déléguée au sein de la commune nouvelle de Montrevault-sur-Èvre.
Ses habitants sont les Montlimartois.

## Géographie
Commune de la vallée de l’Èvre, qui la longe sur tout son pourtour ouest, Saint-Pierre-Montlimart est également bordé à l’est par une rivière encaissée, le Charruau, affluent de l’Èvre.
Traversée par deux routes d’intérêt régional, la RD 17 reliant Saint-Laurent-des-Autels (et ainsi Ancenis et l’autoroute Nantes – Paris) à Chalonnes-sur-Loire et la RD 752 reliant Varades à Cholet en passant par Beaupréau, la commune a une position stratégique dans le triangle Angers-Cholet-Nantes. Le bourg est distant de 48 km d’Angers, de 27 km de Cholet et de 48 km de Nantes.
La commune de Saint-Pierre-Montlimart, d'une superficie de 2 229 hectares, est située à l'ouest du département de Maine-et-Loire, au cœur du Pays des Mauges (6 cantons - environ 100 000 habitants). Elle est la plus grande commune du canton de Montrevault.

## Toponymie
La localité est attestée sous sa forme latine Mello Martis  dès 1123 . Elle pourrait faire référence à Mars Mullo (Martis Mullonis) divinité gallo-romaine  issue du « syncrétisme romano-celtique, dans lequel sont alliés le culte d'une divinité gauloise à celui du dieu romain Mars » et dont le rite est constaté en proximité des lieux d'extraction minière.

## Histoire
2000 ans av. J.-C., un village est fondé à l’emplacement de l’actuel Petit-Montrevault ; c’est déjà la présence d’un filon d’or qui a provoqué cette installation. « La Butte de la Roche », qui pourrait être un tumulus, date de cette même époque.
En 57 av. J.-C., les Romains arrivent à Saint-Pierre et y exploitent le minerai de fer. 
Saint-Pierre porte alors le nom de Meldacus ; elle devient  la capitale des Mauges vers la fin du IVe siècle.
La domination romaine s’achevant, le pays de l’or devient une région très convoitée, des luttes sanglantes éclatent. En l’an 943, un traité de paix est signé ; Maulimart se met à construire.
À la fin du Xe siècle, on construit le château du Petit-Montrevault et le village est englobé dans ses fortifications.
En 1030 l’église de Maulimart est édifiée ; son entrée se trouvait à l’ouest ; à cette même époque, les « maisons des chanoines », origine de l’agglomération moderne (« Le Prieuré », « La Compassion », « Saint-Jean »…) furent construites.
En 1515–1516 fut construit le clocher de l’église actuelle. Les guerres de Religion vont de nouveau ensanglanter les Mauges, détruisant en 1569 le château du Petit-Montrevault.
Saint-Pierre participe activement aux guerres de Vendée ; en 1793, l’église est totalement brûlée, seuls quelques pans de murs témoignent encore des temps anciens.
En 1720, la population était composée de 168 feux, pour 250 en 1789. Le nombre d’habitants passe de 1 121 en 1821 à 1 800 en 1861 et on assiste à une progression constante.
En 1841, une nouvelle église est rebâtie ; Saint-Pierre se relève peu à peu. C’est en 1905 que les mines d’or reprennent leur activité, appelant une nombreuse main-d’œuvre étrangère.
En 2014, un projet de fusion de l'ensemble des communes de l'intercommunalité se dessine. Le 6 juillet 2015, les conseils municipaux de l'ensemble des communes du territoire communautaire votent la création d'une commune nouvelle baptisée Montrevault-sur-Èvre pour le 15 décembre 2015, dont la création a été officialisée par arrêté préfectoral du 5 octobre 2015.

## Politique et administration

### Administration municipale

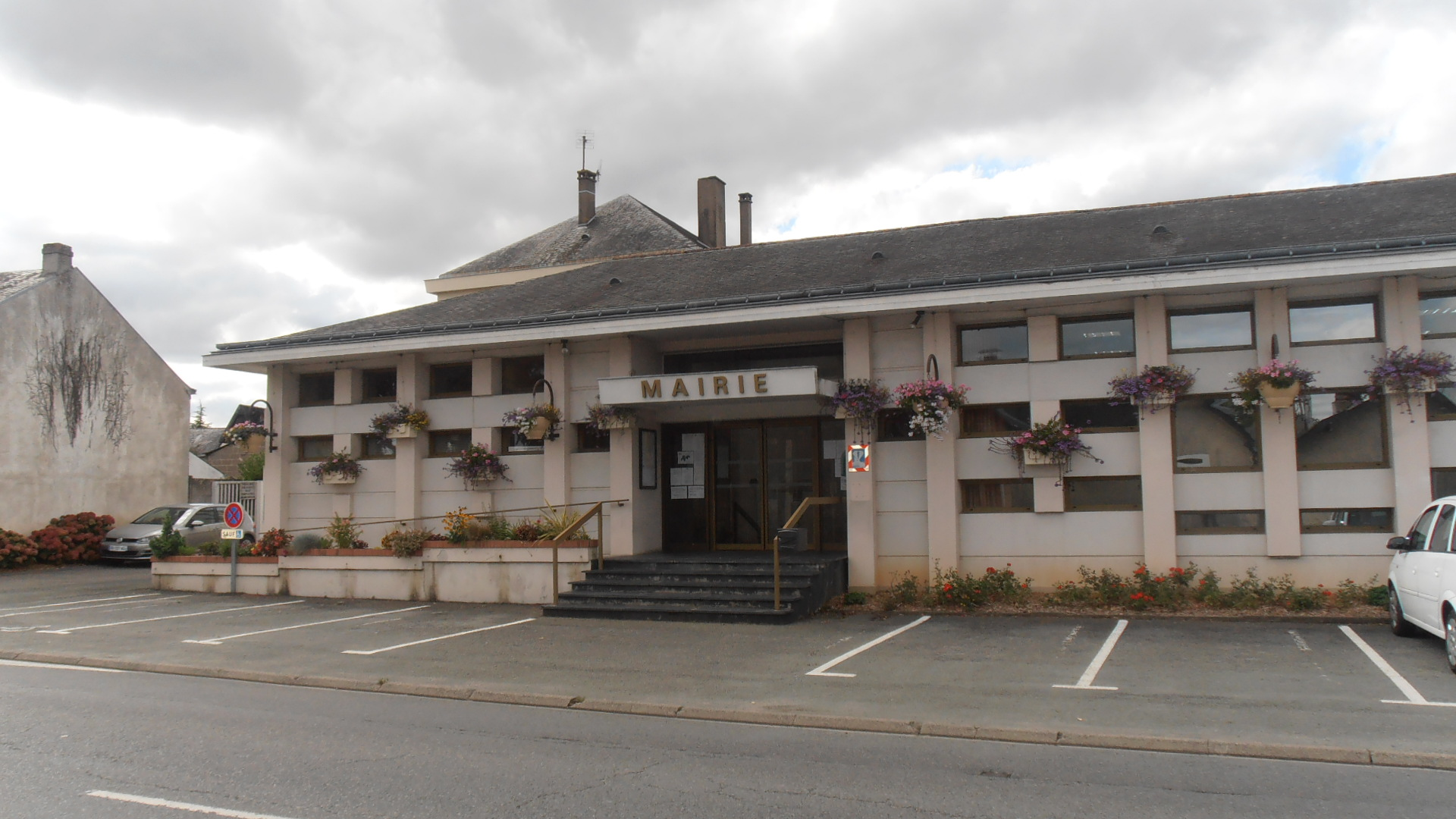
La mairie.

#### Administration actuelle
Depuis le 15 décembre 2015, Saint-Pierre-Montlimart constitue une commune déléguée au sein de la commune nouvelle de Montrevault-sur-Èvre et dispose d'un maire délégué.
| Période                                  | Période  | Identité       | Étiquette | Qualité |
| ---------------------------------------- | -------- | -------------- | --------- | ------- |
| 15 décembre 2015                         | mai 2020 | Serge Piou     |           |         |
| mai 2020                                 | En cours | Sophie Sourice |           |         |
| Les données manquantes sont à compléter. |          |                |           |         |

#### Administration ancienne
| Période                                  | Période              | Identité                    | Étiquette | Qualité |
| ---------------------------------------- | -------------------- | --------------------------- | --------- | --- |
| Les données manquantes sont à compléter. |                      |                             |           | |
| 1919                                     | janvier 1929 (décès) | J. Onillon                  |           | |
| février 1929                             | après 1936           | Louis Grasset               |           | |
| 1939                                     | 1962                 | Albert-René Biotteau        |           | Industriel de la chaussure, fondateur d'ERAM                                                                                            |
| 1962                                     | mars 1977            | Marcel Bréhéret (1909-1988) |           | Entrepreneur en menuiserie, maire honoraire                                                                                             |
| mars 1977                                | juin 1995            | Victor Audoin (1922-2021)   |           | Agriculteur, maire honoraire |
| juin 1995                                | mars 2008            | Jean-Claude Morinière       | DVD       | Kinésithérapeute retraité Président de la CC du canton de Montrevault (2001 → 2008) Suppléant du député Hervé de Charette (2002 → 2012) |
| mars 2008                                | 14 décembre 2015     | Serge Piou                  | UMP       | Employé horticulteur Conseiller général de Montrevault (2011 → 2015) Vice-président de Montrevault Communauté                           |

### Ancienne situation administrative

#### Intercommunalité
Jusqu'au 15 décembre 2015 la commune est membre de la communauté de communes Montrevault Communauté, elle-même membre du syndicat mixte Pays des Mauges, structure administrative d'aménagement du territoire. L'intercommunalité cesse d'exister à la création de la commune nouvelle de Montrevault-sur-Èvre et ses compétences lui sont transférées.

#### Autres circonscriptions
Jusqu'en 2014, Saint-Pierre-Montlimart fait partie du canton de Montrevault et de l'arrondissement de Cholet. Ce canton de Montrevault comporte alors les onze même communes que l'intercommunalité. Dans le cadre de la réforme territoriale, un nouveau découpage territorial pour le département de Maine-et-Loire est défini par le décret du 26 février 2014. La commune est alors rattachée au canton de Beaupréau, avec une entrée en vigueur au renouvellement des assemblées départementales de 2015.

### Jumelages
La ville de Saint-Pierre-Montlimart est jumelée avec la ville de :
- Römerstein (Allemagne).

## Population et société

### Évolution démographique
L'évolution du nombre d'habitants est connue à travers les recensements de la population effectués dans la commune depuis 1793. À partir du 1er janvier 2009, les populations légales des communes sont publiées annuellement dans le cadre d'un recensement qui repose désormais sur une collecte d'information annuelle, concernant successivement tous les territoires communaux au cours d'une période de cinq ans. 
Pour les communes de moins de 10 000 habitants, une enquête de recensement portant sur toute la population est réalisée tous les cinq ans, les populations légales des années intermédiaires étant quant à elles estimées par interpolation ou extrapolation. Pour la commune, le premier recensement exhaustif entrant dans le cadre du nouveau dispositif a été réalisé en 2005,.
En 2013, la commune comptait 3 404 habitants, en évolution de +5,78 % par rapport à 2008 (Maine-et-Loire : +3,3 %, France hors Mayotte : +2,49 %).
| 1793  | 1800  | 1806  | 1821  | 1831  | 1836  | 1841  | 1846  | 1851  |
| ----- | ----- | ----- | ----- | ----- | ----- | ----- | ----- | ----- |
| 1 495 | 1 068 | 1 086 | 1 121 | 1 525 | 1 457 | 1 480 | 1 634 | 1 695 |

| 1856  | 1861  | 1866  | 1872  | 1876  | 1881  | 1886  | 1891  | 1896  |
| ----- | ----- | ----- | ----- | ----- | ----- | ----- | ----- | ----- |
| 1 704 | 1 726 | 1 800 | 1 820 | 1 788 | 1 684 | 1 657 | 1 634 | 1 524 |

| 1901  | 1906  | 1911  | 1921  | 1926  | 1931  | 1936  | 1946  | 1954  |
| ----- | ----- | ----- | ----- | ----- | ----- | ----- | ----- | ----- |
| 1 508 | 1 758 | 2 526 | 1 631 | 1 737 | 1 921 | 2 212 | 2 127 | 2 195 |

| 1962  | 1968  | 1975  | 1982  | 1990  | 1999  | 2005  | 2010  | 2013  |
| ----- | ----- | ----- | ----- | ----- | ----- | ----- | ----- | ----- |
| 2 619 | 2 906 | 3 212 | 3 205 | 3 137 | 3 053 | 3 135 | 3 299 | 3 404 |

### Pyramide des âges
La population de la commune est relativement âgée. Le taux de personnes d'un âge supérieur à 60 ans (25,1 %) est en effet supérieur au taux national (21,8 %) et au taux départemental (21,4 %).
Contrairement aux répartitions nationale et départementale, la population masculine de la commune est supérieure à la population féminine (49,8 % contre 48,7 % au niveau national et 48,9 % au niveau départemental).
La répartition de la population de la commune par tranches d'âge est, en 2008, la suivante :
- 49,8 % d’hommes (0 à 14 ans = 19,7 %, 15 à 29 ans = 17,6 %, 30 à 44 ans = 22,4 %, 45 à 59 ans = 18,3 %, plus de 60 ans = 21,8 %) ;
- 50,2 % de femmes (0 à 14 ans = 19 %, 15 à 29 ans = 14,5 %, 30 à 44 ans = 21,6 %, 45 à 59 ans = 16,7 %, plus de 60 ans = 28,3 %).

| Hommes | Classe d’âge | Femmes |
| ------ | ------------ | ------ |
| 0,5    | 90 ans ou +  | 2,0    |
| 7,4    | 75 à 89 ans  | 9,1    |
| 13,9   | 60 à 74 ans  | 17,2   |
| 18,3   | 45 à 59 ans  | 16,7   |
| 22,4   | 30 à 44 ans  | 21,6   |
| 17,6   | 15 à 29 ans  | 14,5   |
| 19,7   | 0 à 14 ans   | 19,0   |

| Hommes | Classe d’âge | Femmes |
| ------ | ------------ | ------ |
| 0,4    | 90 ans ou +  | 1,1    |
| 6,3    | 75 à 89 ans  | 9,5    |
| 12,1   | 60 à 74 ans  | 13,1   |
| 20,0   | 45 à 59 ans  | 19,4   |
| 20,3   | 30 à 44 ans  | 19,3   |
| 20,2   | 15 à 29 ans  | 18,9   |
| 20,7   | 0 à 14 ans   | 18,7   |

### Vie locale
La commune est dotée d'un collège privé, d'une école élémentaire et maternelle publique et privée.
Saint-Pierre-Montlimart est équipée d'un stade de football (stade de l'écusson rénové en 2009).

## Économie

### Tissu économique
Sur 277 établissements présents sur la commune à fin 2010, 12 % relevaient du secteur de l'agriculture (pour une moyenne de 17 % sur le département), 8 % du secteur de l'industrie, 11 % du secteur de la construction, 57 % de celui du commerce et des services et 12 % du secteur de l'administration et de la santé.

### Entreprises
La particularité de Saint-Pierre-Montlimart réside dans son tissu économique important puisqu’on y recense près de 2 500 emplois.
L’entreprise la plus importante est la société ÉRAM, premier fabricant français de chaussures, dont le siège est situé à Saint-Pierre-Montlimart et qui emploie sur le site 1 100 salariés.
Les cinq entreprises employant le plus grand nombre de salariés (enquête emploi 2003) :
- société ÉRAM (chaussures, 1 137 salariés),
- société Lacroix Electronics (électronique, 440 salariés),
- société Pineau Fruits (arboriculture, 79 salariés),
- société Peigne (chaussures, 78 salariés),
- établissements Baron (maçonnerie, 75 salariés).

Secteur d'activité, nombre d'entreprises, effectif :
- industrie : 15, 1 843 ;
- artisanat : 23, 57 ;
- commerce : 20, 100 ;
- services : 29, 305 ;
- divers : 10, 162 ;
- pour un total de : 97, 2 467.

Saint-Pierre-Montlimart a également été la ville qui a produit les ordinateurs Thomson 8 bits.

## Culture locale et patrimoine

### Lieux et monuments
- Chapelle Saint-Just[21]
- Grotte appelée "Lourdes chez nous"
- Abords de la boucle de l'Èvre à Courossé (Quid)
- Les mines d'or (visites en été). Ancienne Société des Mines de la Bellière.

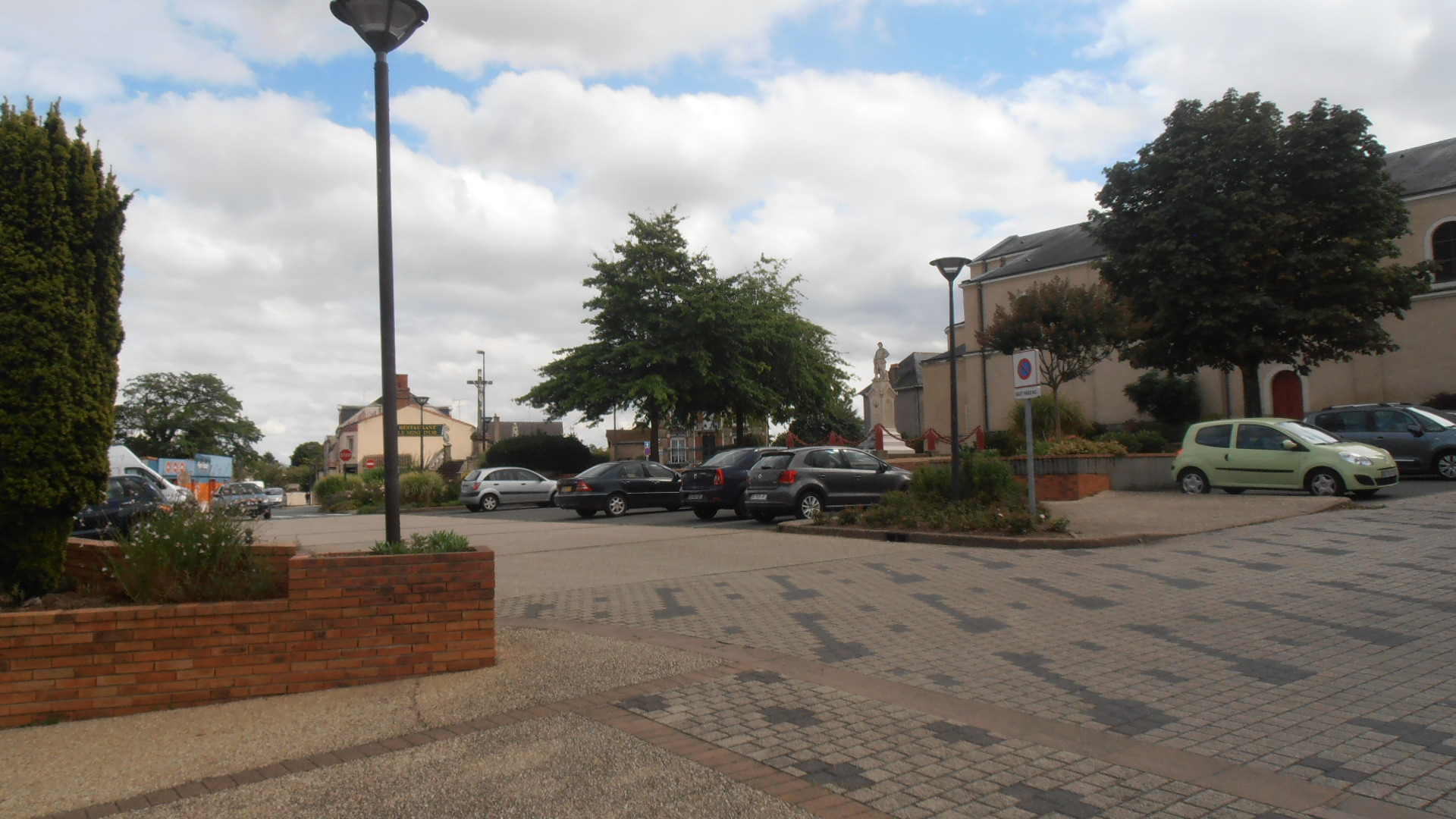
La place Saint-Pierre.
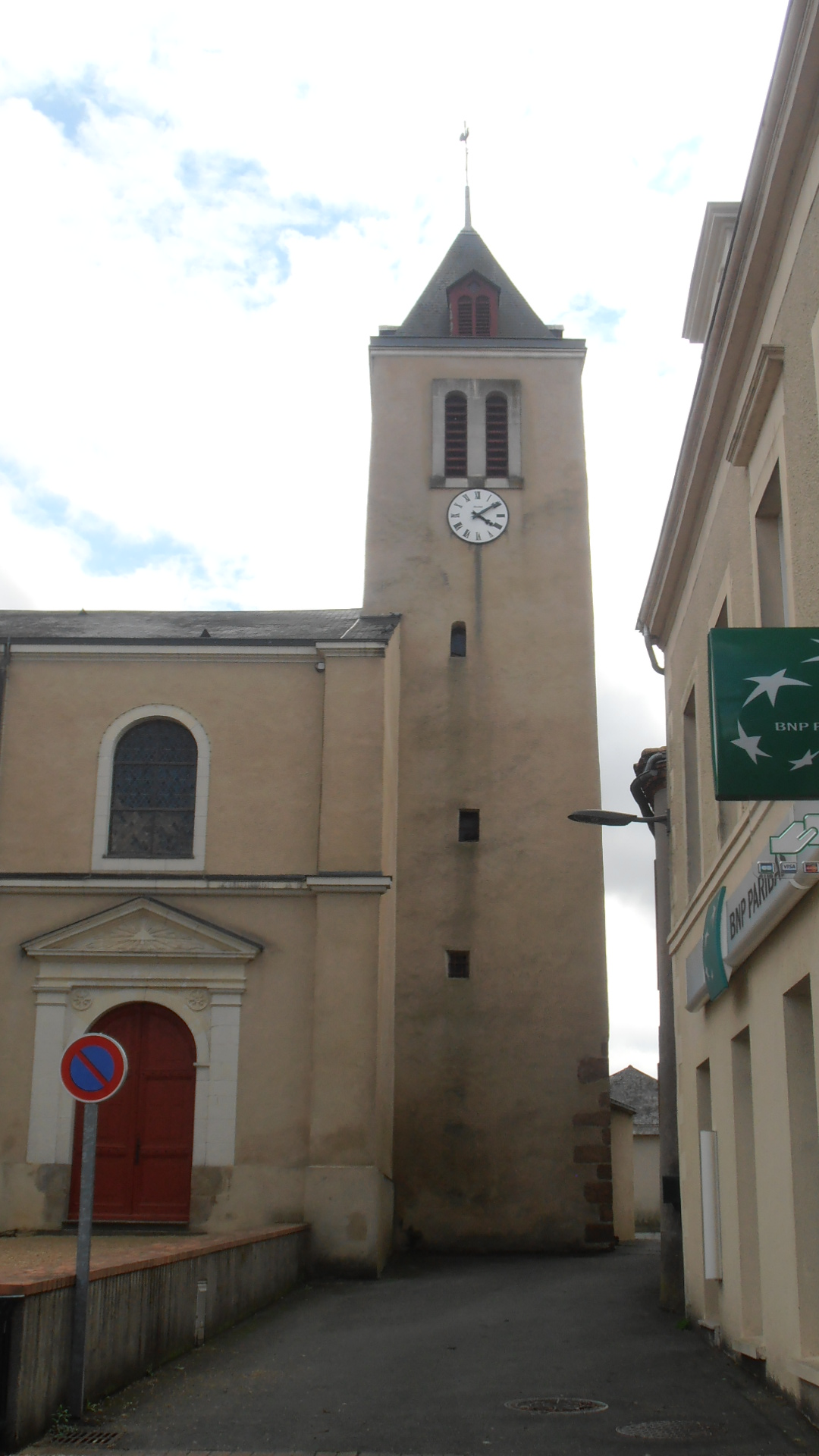
Le clocher de l'église.
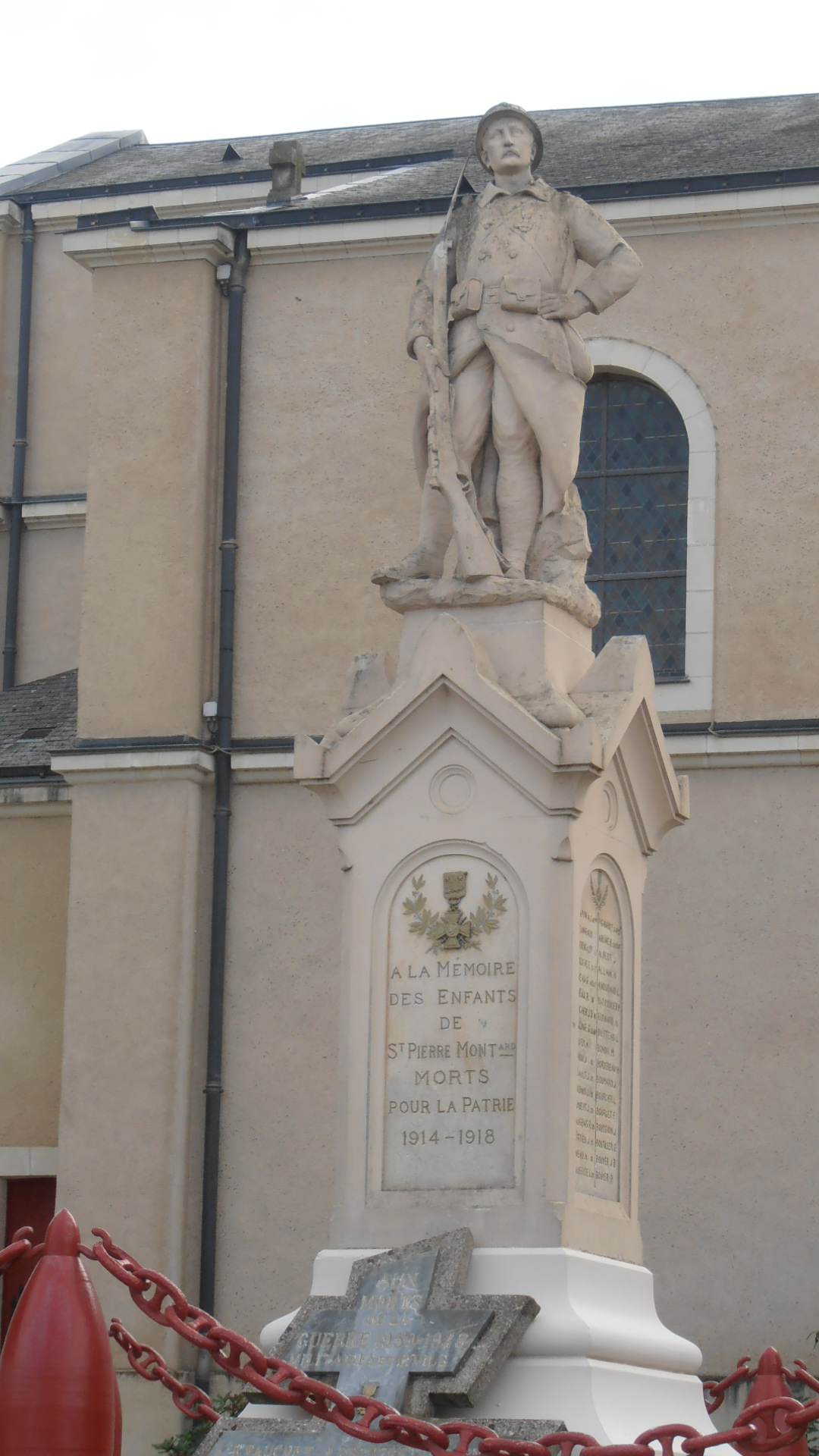
Le monument aux morts.
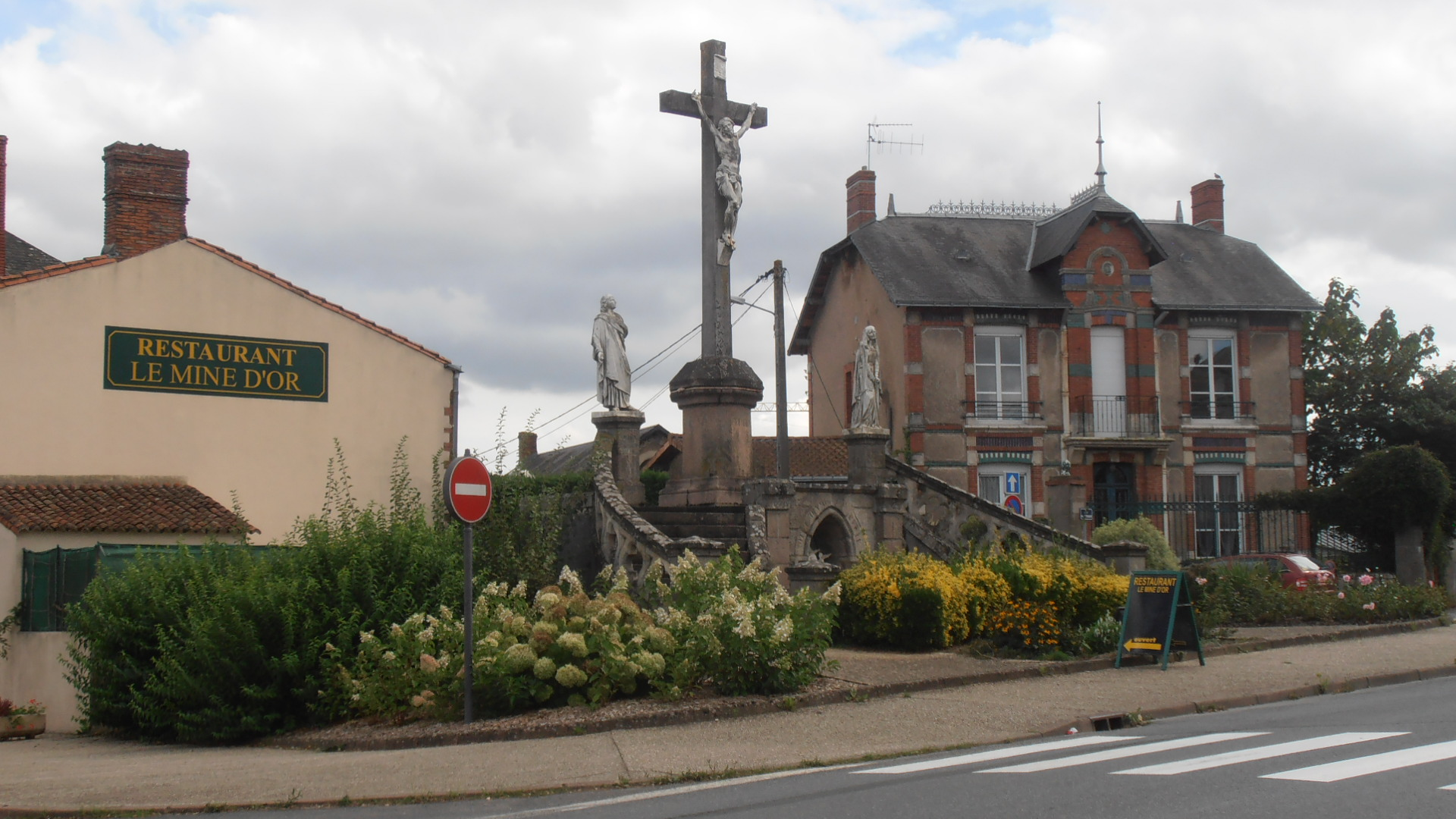
Le calvaire et la villa des hauts.
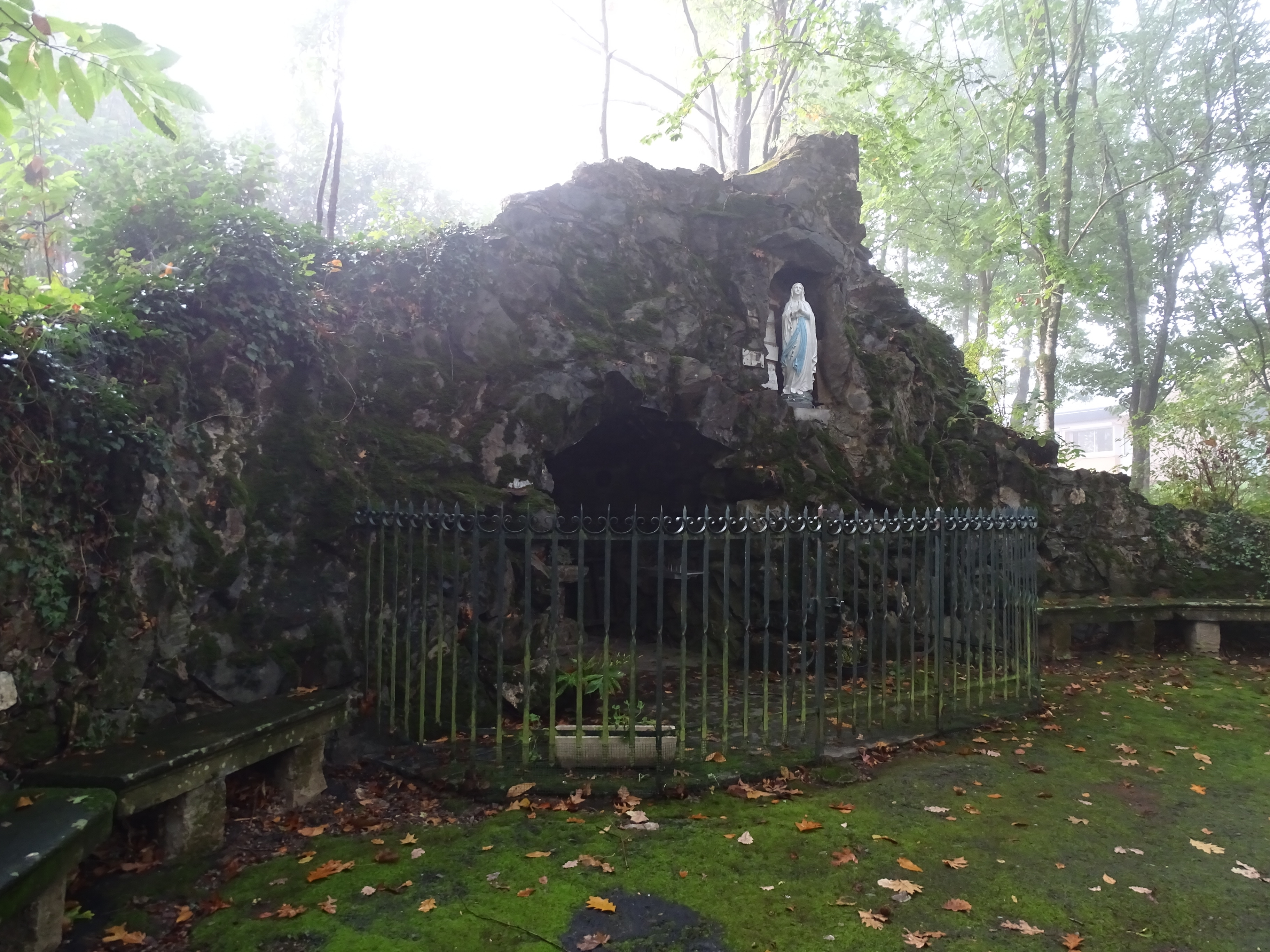
La grotte.

### Personnalités liées à la commune
- Pierre François de Rougé (1702-1761), marquis de Rougé, lieutenant-général des armées du Roi, né à Saint-Pierre-Montlimart. Avec le baron de Buddenbrock  qui représente Frédéric le Grand, il représente le roi Louis XV lors la signature du traité de Brandebourg le 7 septembre 1759, l’un des deux traités  « humanitaires » pendant la guerre de Sept Ans (avec celui de l’Ecluse le 6 février 1759 entre l’Angleterre et la France) qui stipulent qu’on prendrait soin des blessés de part et d’autre ; que les prisonniers seront échangés, que les malades ne seraient pas faits prisonniers non plus que le personnel affecté à leur service[22]. Une plaque existe dans l'église à la mémoire de la marquise de Rougé née Marie-Claude-Jeanne-Julie de Coëtmen, fille du marquis de Coëtmen, gouverneur de Brest.
- La famille de Rougé qui possédait un fief et le château de la Bellière également appelé « Plessis-Bellière » situés sur la commune.
- Albert-René Biotteau (1898-1985), industriel français, fondateur de la marque de chaussures ERAM y est décédé.
- Eusèbe Biotteau (1898-1990), vigneron angevin, gérant du Château d'Avrillé (Saint-Jean-des-Mauvrets) y est né.
- Jacques-Marie Bourget (1943-), écrivain et journaliste y est né.